# Neue Neu-Praga-Synagoge (Warschau)
Die Neue Neu-Praga-Synagoge von Warschau war die neue Synagoge des Warschauer Stadtbezirks Nowa Praga (dt. Neu Praga), der zu Praga-Północ (dt. Praga-Nord) gehört. Sie ersetzte die alte Neu-Praga-Synagoge.

## Geschichte

Die neue Neu-Praga-Synagoge befand sich im Warschauer Stadtbezirk Nowa Praga.

Am Anfang gab es zu Warschau ausschließlich eine jüdische Vorstadtgemeinde, die in der Vorstadt Praga lebte. Praga ist seit dem 18. Jahrhundert ein Warschauer Stadtbezirk und 1945 wurde Praga in Praga-Północ und in Praga-Południe gegliedert.
Die neue Neu-Praga-Synagoge befand sich an der Bródnowska-Straße 8 in Warschau. Der Bau der Synagoge wurde von zwei privaten Stiftern und der jüdischen Gemeinde finanziert. Das Gebäude wurde 1900 nach Plänen von Zygmunt Frumkin als zweigeschossiger Backsteinbau auf einem rechteckigen Grundriss erbaut.
Wann die Synagoge abgerissen wurde, ist nicht genau bekannt. Heute befinden sich an dieser Stelle Wohnblöcke.
Koordinaten: 52° 15′ 51,8″ N, 21° 2′ 25,7″ O